# American Ship Building Company
American Ship Building Company est le constructeur naval dominant sur les Grands Lacs avant la Seconde Guerre mondiale. Son activité débute sous le nom de Cleveland Shipbuilding à Cleveland, Ohio, en 1888. Le chantier de Lorain (Ohio) ouvre en 1898. Il change son nom en American Ship Building Company en 1900, lorsqu'il fait l'acquisiton de Superior Shipbuilding, à Superior, Wisconsin ; Toledo Shipbuilding, à Toledo, Ohio ; et West Bay Shipbuilding, à West Bay City, Michigan. Avec l'arrivée de la Première Guerre mondiale, la société fait également l'acquisition de Buffalo Dry Dock, à Buffalo, New York ; Chicago Shipbuilding, à Chicago, Illinois ; et Detroit Shipbuilding, à Wyandotte, Michigan. American Shipbuilding se classe 81e parmi les sociétés américaines pour la valeur des contrats de production militaire de la Seconde Guerre mondiale.